# Lake Albert (sjö i Australien, South Australia)

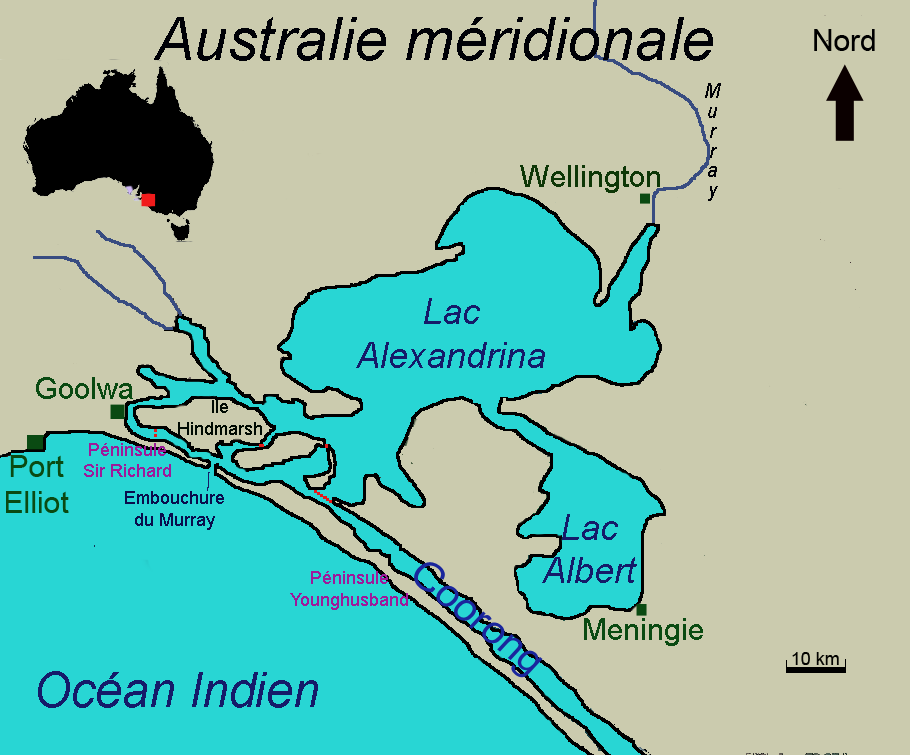
Lac Alexandrina

Lake Albert är en sjö i Australien., nära den större sjön Lake Alexandrina i delstaten South Australia. De två sjöarna kallas tillsammans "Lower Lakes" och ligger näta utloppet för floden Murray. Lake Albert ligger 37 meter över havet.